# Папинашвили, Василий Александрович
Василий Александрович Папинашвили (1924, Карагаджи, Горийский уезд — 1976, Тбилиси) — участник Великой Отечественной войны. Бригадир слесарей Тбилисского электровозостроительного завода имени В. И. Ленина Министерства электротехнической промышленности СССР, Грузинская ССР. Герой Социалистического Труда 02.04.1966.

## Биография
Родился в 1924 году в селе Карагаджи Горийского уезда Тифлисской губернии Грузинской ССР (Закавказская СФСР), ныне — Каспского муниципалитета края Шида-Картли (Грузия). Грузин. Образование среднее.
Трудовую деятельность начал в 17 лет, когда в 1941 году пришёл работать слесарем на основанный в 1939 году Тбилисский паровозоремонтный завод имени И. В. Сталина. Участник Великой Отечественной войны в 1942—1945 годах.
После демобилизации из Красной армии вернулся на родное предприятие в Тбилиси, на базе которого в 1947 году возник локомотиворемонтный завод: с 1957 года — Тбилисский электровозостроительный завод (ТЭВЗ) Грузинского совнархоза (с 1959 года — имени В. И. Ленина), с 1965 года — Министерства электротехнической промышленности СССР; с 1975 года — головное предприятие производственного объединения «Электровозостроитель».
В 1947 году вступил в ВКП(б)/КПСС. С 1948 года — слесарь-автоматчик Тбилисского локомотиворемонтного завода.
С 1959 года ТЭВЗ имени В. И. Ленина являлся основным производителем электровозов постоянного тока на территории СССР. Василий Александрович собирал пневматические узлы электровозов. От работы Папинашвили и его товарищей зависела надёжность локомотива: малейшая утечка воздуха — и могут отказать тормоза. Свою сложную работу он знал так хорошо, что мог выполнять её с закрытыми глазами. Став передовым слесарем, находившимся в первых рядах нового производства, он возглавил бригаду слесарей по автотормозам, которой одной из первых в республике было присвоено звание «Коллектив коммунистического труда».
В отработанной годами технологии сборки В. А. Папинашвили всегда стремился найти новые пути экономии материалов, времени, труда. На его счету десятки рационализаторских предложений, которые дали заводу большой экономический эффект. Но самому рационализатору этого было мало, он стремился привить вкус к творческому труду членам своей бригады, другим рабочим завода. По примеру Папинашвили многие на заводе стали задумываться над усовершенствованием рабочего процесса. Экономический эффект рационализаторских предложений, внесённых членами бригады Папинашвили и внедрённых в производство, превысил сумму заработной платы бригады. Бригада неоднократно выступала инициатором патриотических начинаний, которые получали поддержку и одобрение коллектива, подхватывались на многих заводах и фабриках Грузинской ССР. Имена членов бригады были внесены в Книгу почёта ЦК ЛКСМ Грузии.
В январе 1966 года на заводе произошло знаменательное событие: был изготовлен тысячный электровоз ВЛ8.
Указом Президиума Верховного Совета СССР от 2 апреля 1966 года за достигнутые успехи в развитии сельского хозяйства, промышленности и науки Грузинской ССР Папинашвили Василию Александровичу присвоено звание Героя Социалистического Труда с вручением ордена Ленина и золотой медали «Серп и Молот».
Продолжал трудиться на Тбилисском электровозостроительном заводе имени В. И. Ленина (ныне — АО «Электровозостроитель»). В декабре 1967 года из ворот завода вышел последний локомотив серии ВЛ8, на смену ему пришли новые восьмиосные магистральные локомотивы ВЛ10, мощность которых была на 25 процентов выше мощности предшественников. 
За успешное выполнение социалистических обязательств в честь 50-летия Великого Октября и большой вклад в развитие изобретательства и рационализаторства коллектив рационализаторов и изобретателей ТЭВЗа был занесён в 1967 году в Книгу почёта ЦК Всесоюзного общества изобретателей и рационализаторов.
Избирался депутатом Верховного Совета СССР 6-го созыва (1962—1966), кандидатом, с 1966 года — членом ЦК Компартии Грузии; четырежды — членом бюро Ленинского райкома КП Грузии города Тбилиси. Член Тбилисского городского комитета народного контроля.
Жил в городе Тбилиси. Умер в 1976 году. Похоронен в Тбилиси.

## Награды
- Золотая медаль «Серп и Молот» (02.04.1966);
- орден Ленина (02.04.1966)
- Медаль «За трудовое отличие» (31.07.1953)
- Медаль «В ознаменование 100-летия со дня рождения Владимира Ильича Ленина» (6 апреля 1970)
- Медаль «За доблестный труд в Великой Отечественной войне 1941—1945 гг.»
- и другими
- Заслуженный рационализатор Грузинской ССР (1966).

## Память
- На могиле установлен надгробный памятник.
- На предприятии, где работал В. А. Папинашвили, учреждался переходящий приз имени Героя, который вручался победителю внутризаводского социалистического соревнования: кроме технико-экономических показателей, в нём учитывались выполнение общественных поручений и рационализаторские предложения.